# 天曆 (日本)
天曆（947年5月15日~957年11月21日）是日本的年號。使用這年號之日本天皇是村上天皇。

## 改元
- 天慶十年四月廿二（947年5月15日） ：改元。
- 天曆十一年十月廿七（957年11月21日） ：改元天德。

## 出處
《論語·堯曰》：“天之曆数在尔躬”

## 大事記
延喜·天曆之治

## 出生
- 天曆2年——源賴光，平安時代中期大將，攝津源氏始祖。

## 紀年、干支、西曆對照表
| 天曆 | 元年   | 二年  | 三年  | 四年  | 五年  | 六年  | 七年  | 八年  | 九年  | 十年  |
| ---- | ------ | ----- | ----- | ----- | ----- | ----- | ----- | ----- | ----- | ----- |
| 公元 | 947年  | 948年 | 949年 | 950年 | 951年 | 952年 | 953年 | 954年 | 955年 | 956年 |
| 干支 | 丁未   | 戊申  | 己酉  | 庚戌  | 辛亥  | 壬子  | 癸丑  | 甲寅  | 乙卯  | 丙辰  |
| 天曆 | 十一年 |       |       |       |       |       |       |       |       |       |
| 公元 | 957年  |       |       |       |       |       |       |       |       |       |
| 干支 | 丁巳   |       |       |       |       |       |       |       |       |       |